# U20 (オーストリア＝ハンガリー帝国潜水艦)
U20（SM U20またはU XX）はオーストリア＝ハンガリー帝国海軍の潜水艦。U20級。

## 概要

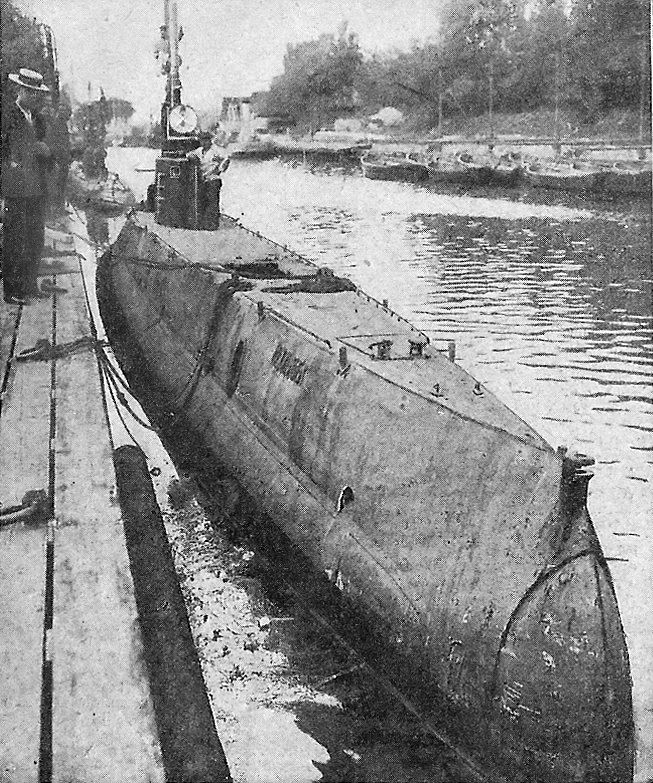
U20級の原型となったデンマーク海軍ハフマンデン級潜水艦

本艦は、オーストリア＝ハンガリー帝国海軍のU20級潜水艦の1番艦である。U20級潜水艦は、第一次世界大戦の開戦後、同国の潜水艦戦力の増強のために建造が始められたもので、4隻が建造された。早急な戦力化を図るため、国内のホワイトヘッド・フューメ社がデンマーク海軍向けに建造したハフマンデン級潜水艦（英語版）を原型として設計・建造が行われている。

## 艦歴
1915年3月27日発注。建造所はポーラ海軍工廠。1915年9月29日起工。1916年9月18日進水。
竣工後、「U20」は潜航試験を開始した。1917年3月15日、U-20はFasana海峡で巡洋艦「アドミラル・シュパウン」に衝突された。この衝突事故で「U20」の潜望鏡は折れ曲がり、司令塔はひどく損傷し、搭載砲も引き剥がされた。7ヶ月に亘る修理の後、10月20日に「U20」は就役した。
最初はポーラを拠点とし、1918年2月にトリエステへ移った。それから3ヶ月間、「U20」はアドリア海北部のタグリアメント川河口とヴェネツィアの間の哨戒をおこなった。4月7日に敵潜水艦と遭遇したが、攻撃を行うことは出来なかった。
7月3日、ルートヴィヒ・ミュラー (Ludwig Müller) 大尉が指揮する「U20」はトリエステから出撃しヴェネツィア湾へ向かった。翌日、「U20」はアドリア海北部を哨戒中であったイタリア潜水艦「F-12」に発見された。「F-12」は最初は潜航しながら、それから浮上して「U20」を追跡。北緯45度29分 東経13度05分 / 北緯45.483度 東経13.083度で、590mの距離で「F-12」は魚雷を発射し、「U20」を撃沈した。「U20」乗員は全員艦と共に沈んだ。残骸は浮かばず、油膜のみが海面に浮かんだ
1962年中頃にアドリア海北部でU-20の残骸が発見された。イタリア人によって7月22日に艦尾が、11月21日には艦前部が引き揚げられた。U-20の艦橋と艦中部の一部がウィーン軍事史博物館に寄贈され展示されており、残りの部分はスクラップになった。乗員の遺体はウィーナー・ノイシュタットのTheresian Military Academyに埋葬された。

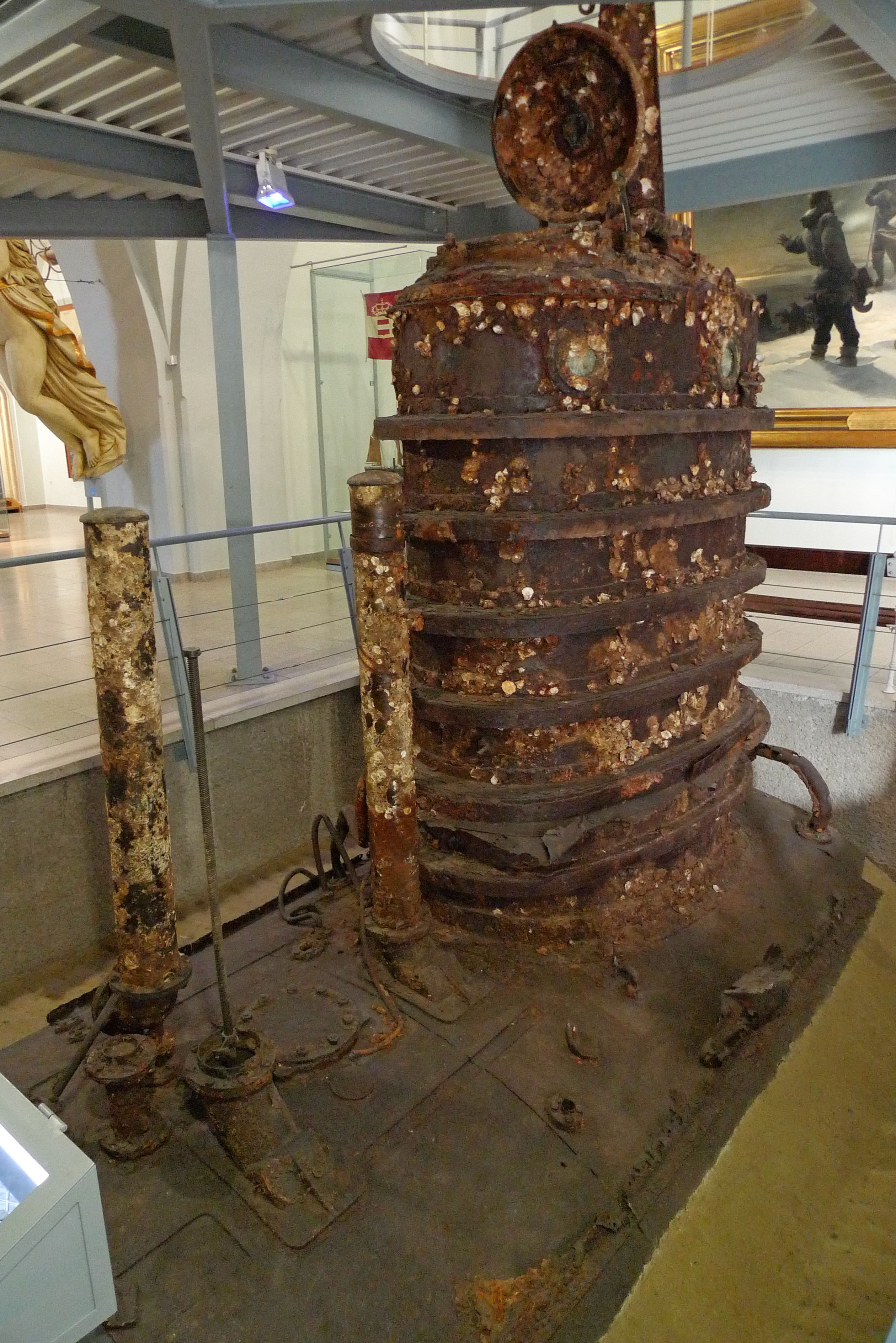
ウィーン軍事史博物館で保存されている「U20」の艦橋

## 註
1. ↑  Grant (p. 163)では「U20」沈没は1918年7月4日としているが、Compton-Hall (p. 235) では7月9日、Baumgartner and Sieche では7月6日となっている。

## 文献
- 森野哲夫 「第一次大戦におけるオーストリア潜水艦」第1回（『世界の艦船』2015年7月号（No.818） pp.100-107 掲載）
- Baumgartner, Lothar; Erwin Sieche (1999) (German). Die Schiffe der k.(u.)k. Kriegsmarine im Bild = Austro-Hungarian warships in photographs. Wien: Verlagsbuchhandlung Stöhr. ISBN 9783901208256. OCLC 43596931
- Compton-Hall, Richard (2004) [1991]. Submarines at War, 1914–18. Penzance: Periscope Publishing. ISBN 9781904381211. OCLC 57639764
- Gardiner, Robert, ed. (1985). Conway's All the World's Fighting Ships, 1906–1921. Annapolis, Maryland: Naval Institute Press. ISBN 9780870219078. OCLC 12119866
- Grant, Robert M. (2002) [1964]. U-boats Destroyed: The Effect of Anti-submarine Warfare, 1914–1918. Penzance: Periscope. ISBN 9781904381006. OCLC 50215640
- Halpern, Paul G. (1994). A Naval History of World War I. Annapolis, Maryland: Naval Institute Press. ISBN 9780870212666. OCLC 28411665